# みきマルシェ
みきマルシェ（みきまるしぇ）は兵庫県三木市で開催される定期市である

## 概要

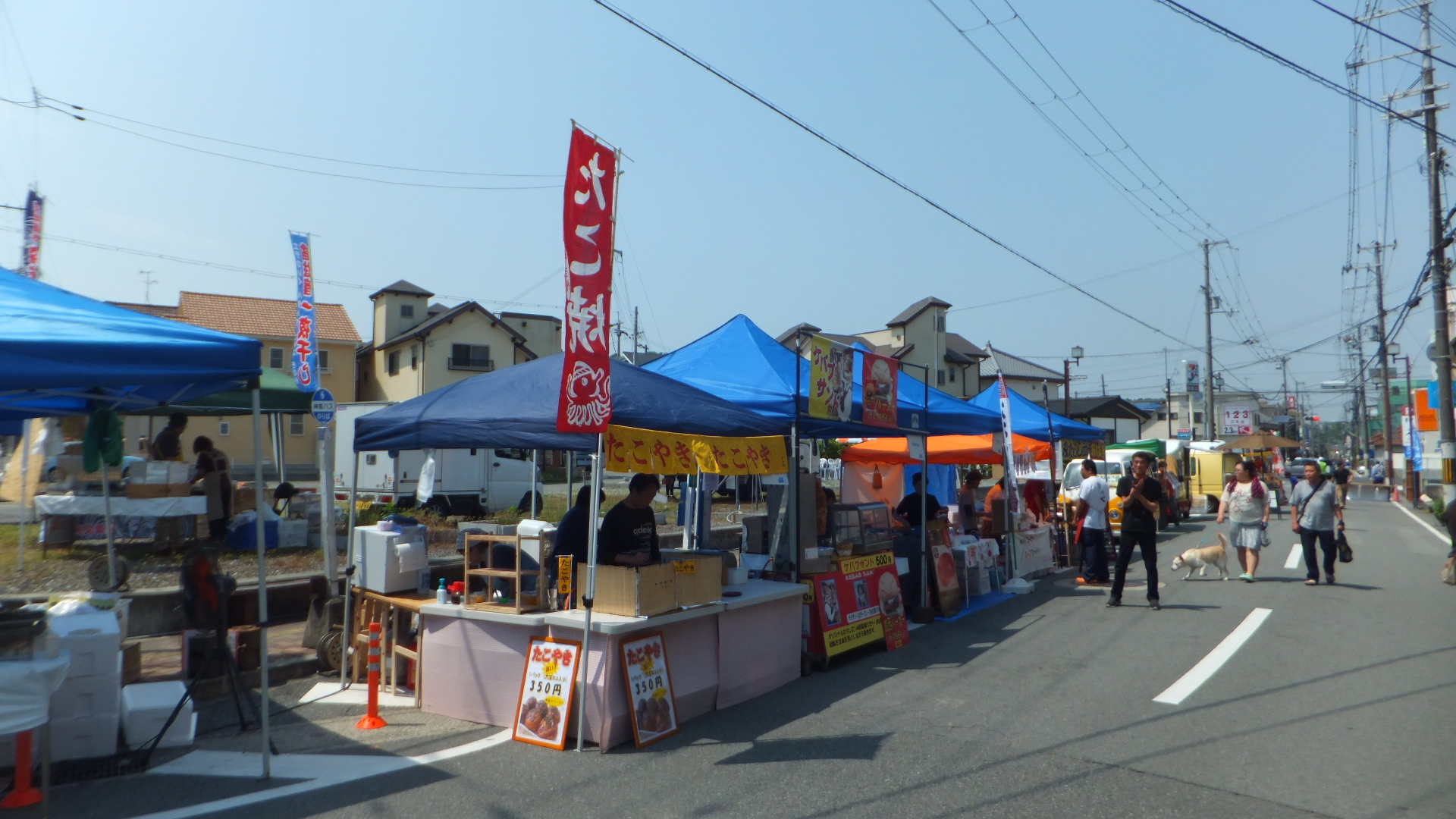
模擬店の様子

- 三木市制施行60周年記念事業の「まちなかや商店街の活性化」の商店街の活性化を目的とする一環として、開催され、ダンスとステージイベントの実施・模擬店の出店をする[2][3]。

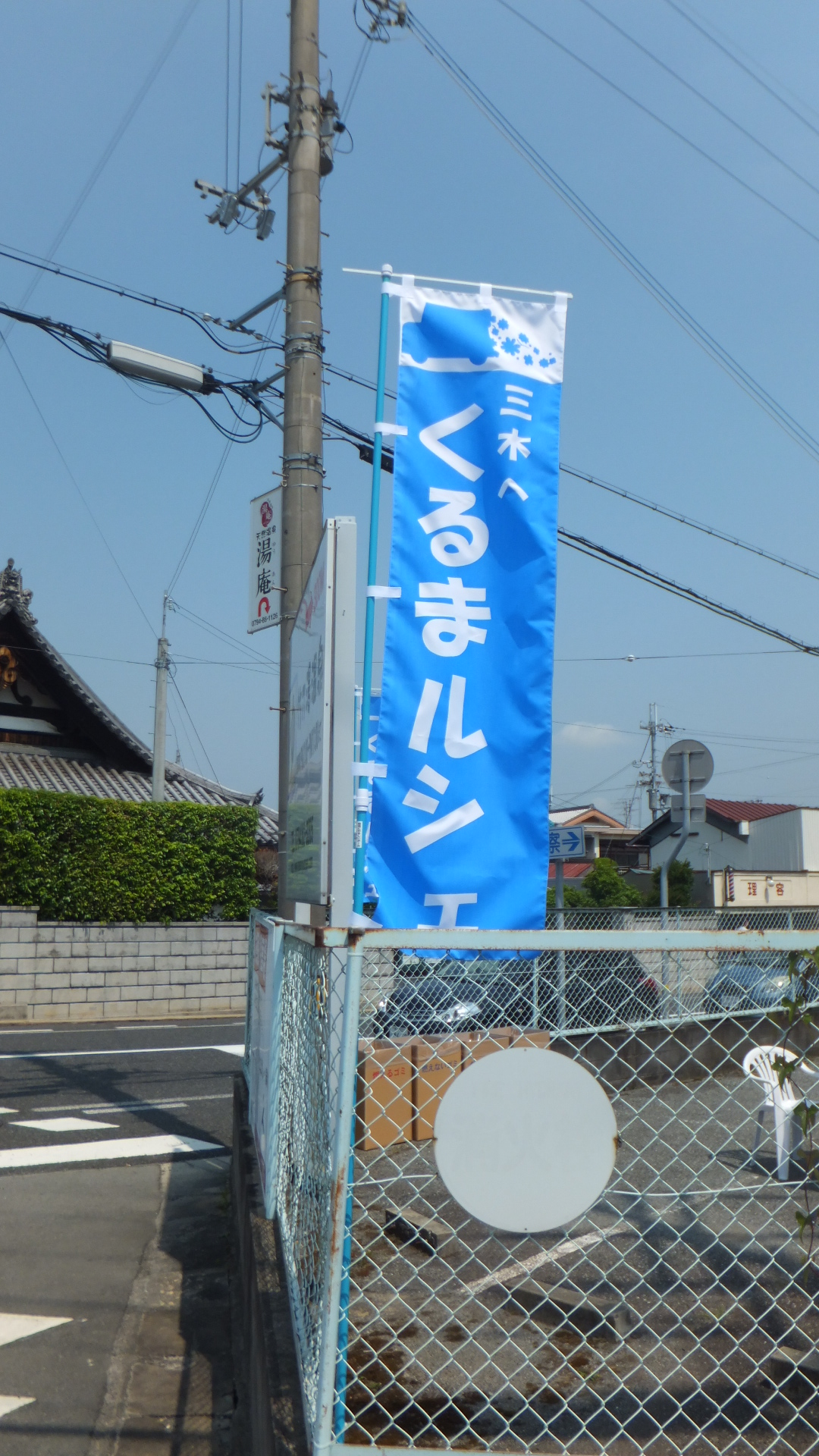
みきマルシェの幟
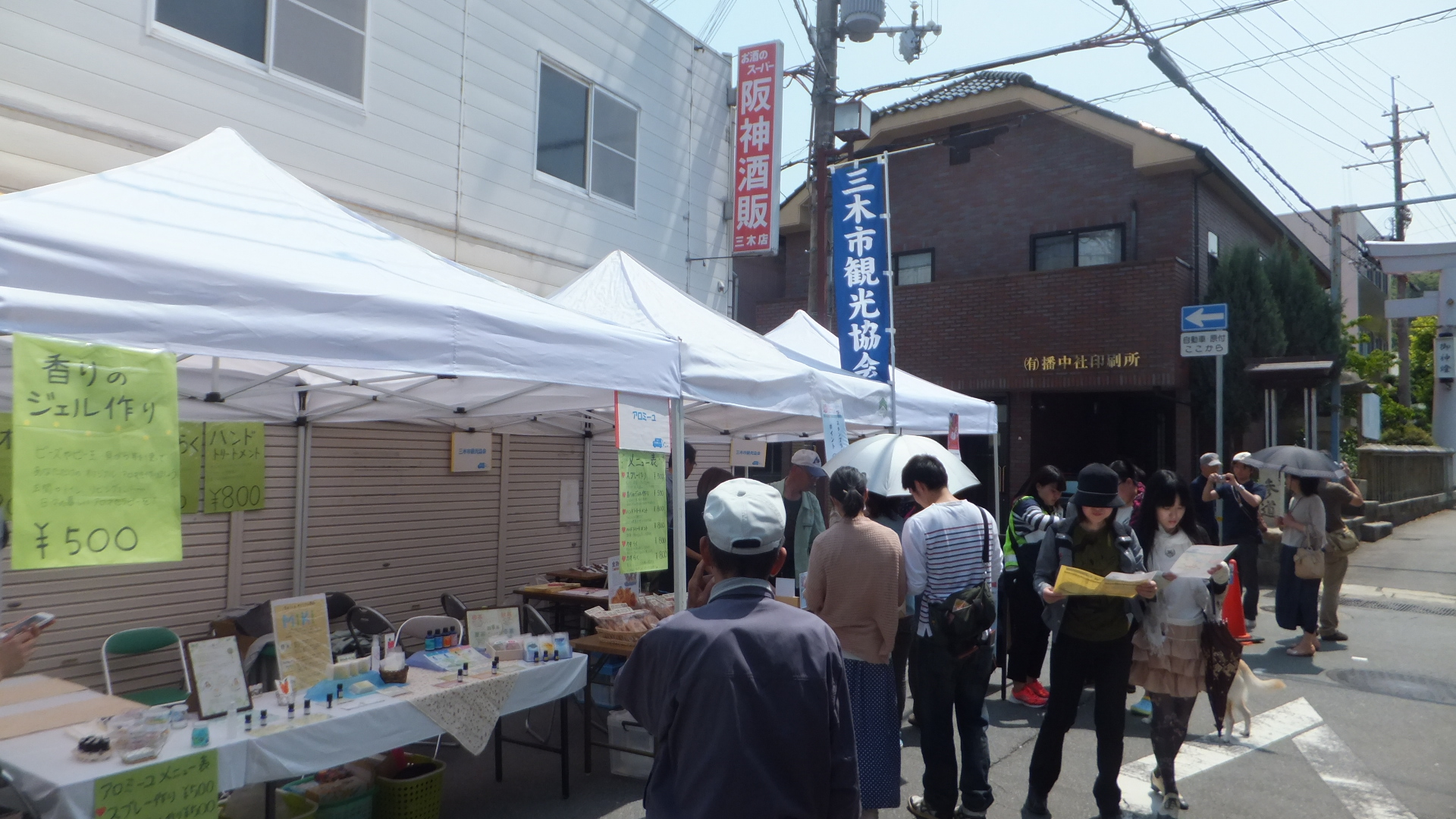
スタンプラリー受付所

## 開催概要
- 既存している商店街と有志で募集した食料の販売と実演体験を移動販売車・模擬店・ステージイベントを中心に開催する。[3][1]

### コンセプト
- 交流の場づくり[1]
- にぎわいづくり[1]
- 女性の起業家の発掘づくり[1]

### 開催日と開催時間

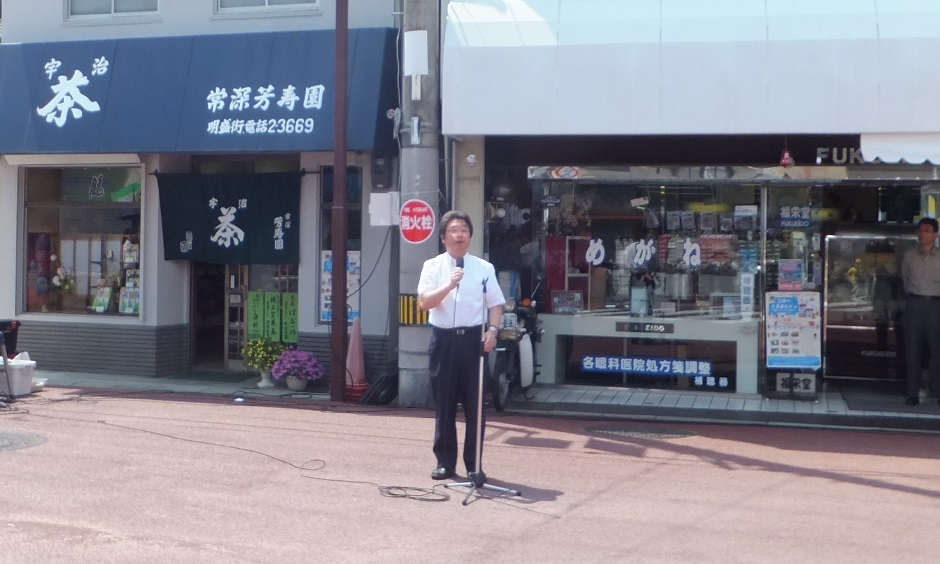
定期市の初開催を宣言する薮本吉秀三木市長
2014年5月25日撮影

| 回 | 開催日        | 開催時間         | 備考                                                                                      |
| -- | ------------- | ---------------- | ----------------------------------------------------------------------------------------- |
| 1  | 2014年5月25日 | 10時から17時まで | 三木城下町まちづくり協議会主催の「レトロヂ」が同時開催される 開催地周辺を歩行者天国にする |
| 2  | 開催予定      | 未定             |                                                                                           |
| 3  | 開催予定      | 未定             |                                                                                           |